# Harbin
Harbin (en manchú, 	ᡥᠠᡵᠪᡳᠨ; en ruso: Харби́н, Harbinⓘ; en chino, 哈尔滨, Hā'rbīnⓘ) es la capital y la ciudad más grande de la provincia de Heilongjiang, en la histórica región de Manchuria de China del Noreste. Limita al norte con Suihua, al noroeste con Daqing, al suroeste con Songyuan y al sureste con Mudanjiang. Harbin se administra como ciudad-subprovincia y es un centro político, económico, científico, cultural y de comunicaciones clave en el noreste de China, así como una importante base industrial de la nación.
Harbin, que en manchú significa literalmente «lugar para el secado de las redes pesqueras», creció como un pequeño asentamiento rural en el río Songhua —el principal afluente del Amur— para convertirse en una de las ciudades más grandes del noreste de China. Fundada en 1898 con la llegada del Ferrocarril Oriental de China, la ciudad prosperó primero como una región habitada por una inmensa mayoría de inmigrantes del Imperio ruso. Además de ser bien conocida por su histórico legado ruso, la ciudad sirve como puerta de entrada importante en el actual comercio sino-ruso, que contiene una población considerable de diáspora rusa.
En la década de 1920, la ciudad fue considerada la capital de la moda de China, ya que los nuevos diseños de París y Moscú llegaban aquí antes que a Shanghái. La ciudad ha sido elegida como la ciudad más turística de China por la Administración Nacional de Turismo de China en 2004. El 22 de junio de 2010, Harbin fue nombrada "Ciudad de la Música" por la UNESCO.
Harbin tiene los inviernos más extremadamente fríos entre las principales ciudades chinas, y es conocida como la ciudad del hielo, ya que alberga el notable festival de la escultura del hielo en invierno.

## Geografía
Harbin, con una superficie total de 53 068 km², se encuentra en el sur de la provincia de Heilongjiang y es la capital provincial. La prefectura está también situada en el borde suroriental de la llanura de Songnen (松嫩 平原), una parte importante de la llanura noreste de China. El centro de la ciudad también se encuentra en la orilla sur del río Songhua. Harbin recibió su apodo de «La perla en el cuello del cisne» ya que la forma de Heilongjiang se asemeja a un cisne. Su área administrativa es bastante grande con la latitud que abarca 44° 04′−46° 40′ N, y longitud 125° 42′−130° 10' E. Las ciudades vecinas del prefecto-nivel son Yichun al norte, Jiamusi y Qitaihe al noreste, Mudanjiang al sureste, Daqing al oeste y Suihua al noroeste. En su frontera suroeste está la provincia de Jilin. El terreno principal de la ciudad es generalmente plano y bajo, con una elevación media de alrededor 150 metros. Sin embargo, el territorio que comprende las 10 divisiones a nivel de condado en la parte oriental del municipio consiste en montañas y tierras altas. La parte más oriental de la prefectura de Harbin también tiene humedales extensos, sobre todo en el condado de Yilan que está situado en el borde al sudoeste de la llanura de Sanjiang.

## Historia
Los asentamientos humanos en el área de Harbin datan de por lo menos 2200 a. C. (finales de la Edad de Piedra). Se le conocía anteriormente como Pokai.
La ciudad moderna de Harbin se originó realmente en el año 1898 con la construcción del Ferrocarril Transmanchuriano, impulsada por la Rusia zarista, que unía la ciudad rusa de Vladivostok con Dalian, como atajo del Transiberiano, trazado al norte de la línea fronteriza chino-rusa. Los rusos gozaron en las zonas aledañas a la línea férrea en construcción de derechos de extraterritorialidad. Uno de los planeadores de la ciudad situada en la intersección del río Songhua con el ferrocarril, fue el ruso Mijaíl Oskolkoff. La ciudad fue durante el periodo 1898-1932, un singular enclave cosmopolita, refugio de rusos blancos emigrados y también de una próspera colonia judía.
Durante la guerra civil rusa, el 12 de diciembre de 1917, los bolcheviques se hicieron con la ciudad. El 25 de diciembre, la intervención del ejército chino apoyado por el movimiento blanco expulsa a los revolucionarios. La República de China se hará con el control total el 8 de septiembre de 1920.
En febrero de 1932, las tropas japonesas ocuparon la ciudad. El ejército soviético la reconquistó el 20 de agosto de 1945, transfiriendola al Ejército de Liberación Popular el 28 de abril de 1946.
La influencia rusa está presente aún hoy en la ciudad, incluso en el estilo culinario de la zona. Otra muestra de esta influencia está en las tiendas. Harbin es el único punto en que los chinos pueden adquirir productos tan típicos rusos como el vodka o la muñecas llamadas matrioshkas. En Harbin, llegó a haber 15 iglesias ortodoxas y dos cementerios rusos, pero tras la Revolución Cultural, solo perviven diez iglesias, y solo una tiene servicios religiosos regulares.
La ciudad es conocida como la Moscú de Oriente ya que gran parte de su arquitectura procede de la época de influencia rusa. Destaca la Iglesia ortodoxa de Santa Sofía. Su construcción duró nueve años y se terminó en 1932. En la actualidad se ha convertido en un museo que muestra las diferentes influencias sufridas por la arquitectura de Harbin. Algunos habitantes de la ciudad consideraban que la iglesia de Santa Sofía "alteraba" el feng shui local por lo que hicieron donativos para construir un monasterio budista, el Templo de Ji Le.

## Administración
Desde 2021 la subprovincia de Harbin está conformada por 18 localidades que se administran en 9 distritos urbanos , 2 ciudades suburbanas y 7 condados.
| Mapa                 | #           | Nombre | Hanzi          | Hanyu Pinyin | Área (km²) |
| -------------------- | ----------- | ------ | -------------- | ------------ | ---------- |
|                      |             |        |                |              |            |
| Distritos            |             |        |                |              |            |
| 1                    | Daoli       | 道里区 | Dàolǐ Qū       | 479,2        |            |
| 2                    | Nangang     | 南岗区 | Nángǎng Qū     | 182,9        |            |
| 3                    | Daowai      | 道外区 | Dàowài Qū      | 618,6        |            |
| 4                    | Xiangfang   | 香坊区 | Xiāngfáng Qū   | 339,5        |            |
| 5                    | Pingfang    | 平房区 | Píngfáng Qū    | 98,0         |            |
| 6                    | Songbei     | 松北区 | Sōngběi Qū     | 736,3        |            |
| 7                    | Hulan       | 呼兰区 | Hūlán Qū       | 2185,9       |            |
| 8                    | Acheng      | 阿城区 | Àchéng Qū      | 2452,1       |            |
| 9                    | Shuangcheng | 双城区 | Shuāngchéng Qū | 3112,0       |            |
| Ciudades municipales |             |        |                |              |            |
| 10                   | Shangzhi    | 尚志市 | Shàngzhì Shì   | 8824,9       |            |
| 11                   | Wuchang     | 五常市 | Wǔcháng Shì    | 7502,0       |            |
| Condados             |             |        |                |              |            |
| 12                   | Yilan       | 依兰县 | Yīlán Xiàn     | 4616,0       |            |
| 13                   | Fangzheng   | 方正县 | Fāngzhèng Xiàn | 2968,6       |            |
| 14                   | Bin         | 宾县   | Bīn Xiàn       | 3844,7       |            |
| 15                   | Bayan       | 巴彦县 | Bāyàn Xiàn     | 3137,7       |            |
| 16                   | Mulan       | 木兰县 | Mùlán Xiàn     | 3600,0       |            |
| 17                   | Tonghe      | 通河县 | Tōnghé Xiàn    | 5675,5       |            |
| 18                   | Yanshou     | 延寿县 | Yánshòu Xiàn   | 3149,6       |            |

El 15 de agosto de 2006, el distrito de Dongli (动力 区) se fusionó en el distrito de Xiangfang mientras que se estableció el distrito de Acheng en lugar de la antigua ciudad de Acheng.

## Clima
Según la clasificación climática de Köppen, Harbin presenta un clima continental húmedo influenciado por monzones (Dwa). Debido al anticiclón de Siberia y su ubicación por encima de los 45 grados de latitud norte, la ciudad es conocida por su clima más frío y el invierno más largo entre las principales ciudades chinas.
Condicionada por su clima, Harbin es una ciudad volcada en los deportes de invierno. Desde 1985 se celebra el "Festival Internacional de nieve y hielo" que incluye actividades que van desde el esquí alpino hasta la talla de esculturas en hielo. La ciudad optó a la organización de los Juegos Olímpicos de invierno de 2010, concedidos finalmente a Vancouver, Canadá.
Los diferentes cambios de temperatura en la ciudad pueden ser extremos; sus veranos son calurosos y húmedos y los inviernos muy fríos y secos. Tanto así que la ciudad recibe el apodo de "Ciudad de Hielo" ya que en invierno la temperatura baja hasta -20 °C. Sin embargo, la ciudad recibe poca precipitación durante el invierno y suele ser soleado. Los veranos son cálidos, con una temperatura media de 22 °C en julio. En el verano se producen la mayoría de lluvias. Las temperaturas extremas van desde -33 °C hasta 32 °C.
| Parámetros climáticos promedio de Harbin（1971-2000） | Parámetros climáticos promedio de Harbin（1971-2000） | Parámetros climáticos promedio de Harbin（1971-2000） | Parámetros climáticos promedio de Harbin（1971-2000） | Parámetros climáticos promedio de Harbin（1971-2000） | Parámetros climáticos promedio de Harbin（1971-2000） | Parámetros climáticos promedio de Harbin（1971-2000） | Parámetros climáticos promedio de Harbin（1971-2000） | Parámetros climáticos promedio de Harbin（1971-2000） | Parámetros climáticos promedio de Harbin（1971-2000） | Parámetros climáticos promedio de Harbin（1971-2000） | Parámetros climáticos promedio de Harbin（1971-2000） | Parámetros climáticos promedio de Harbin（1971-2000） | Parámetros climáticos promedio de Harbin（1971-2000） |
| Mes                                                   | Ene.                                                  | Feb.                                                  | Mar.                                                  | Abr.                                                  | May.                                                  | Jun.                                                  | Jul.                                                  | Ago.                                                  | Sep.                                                  | Oct.                                                  | Nov.                                                  | Dic.                                                  | Anual                                                 |
| ----------------------------------------------------- | ----------------------------------------------------- | ----------------------------------------------------- | ----------------------------------------------------- | ----------------------------------------------------- | ----------------------------------------------------- | ----------------------------------------------------- | ----------------------------------------------------- | ----------------------------------------------------- | ----------------------------------------------------- | ----------------------------------------------------- | ----------------------------------------------------- | ----------------------------------------------------- | ----------------------------------------------------- |
| Temp. máx. abs. (°C)                                  | 1.2                                                   | 6.9                                                   | 20.7                                                  | 29.4                                                  | 34.6                                                  | 36.7                                                  | 38.8                                                  | 37.5                                                  | 31.2                                                  | 23.1                                                  | 7.3                                                   | 2.4                                                   | 39.6                                                  |
| Temp. máx. media (°C)                                 | −12.5                                                 | −7.2                                                  | 2.3                                                   | 13.7                                                  | 21.3                                                  | 26.1                                                  | 27.9                                                  | 26.3                                                  | 20.7                                                  | 11.7                                                  | −4.2                                                  | −9.4                                                  | 9.7                                                   |
| Temp. media (°C)                                      | -18.3                                                 | -13.6                                                 | -3.4                                                  | 7.1                                                   | 14.7                                                  | 20.4                                                  | 23.0                                                  | 21.1                                                  | 14.5                                                  | 5.6                                                   | -5.3                                                  | -14.8                                                 | 4.3                                                   |
| Temp. mín. media (°C)                                 | −25.3                                                 | −19.8                                                 | −9.7                                                  | 1.3                                                   | 7.9                                                   | 14.5                                                  | 18.3                                                  | 16.2                                                  | 8.7                                                   | 2.2                                                   | −12.6                                                 | −21.8                                                 | -1.7                                                  |
| Temp. mín. abs. (°C)                                  | −38.2                                                 | −33.7                                                 | −28.4                                                 | −12.8                                                 | −3.8                                                  | 4.6                                                   | 9.5                                                   | 6.3                                                   | −4.8                                                  | −16.2                                                 | −26.5                                                 | −37.6                                                 | −42.6                                                 |
| Precipitación total (mm)                              | 3.4                                                   | 5.3                                                   | 9.7                                                   | 18.4                                                  | 40.4                                                  | 84.4                                                  | 142.7                                                 | 121.2                                                 | 57.6                                                  | 25.9                                                  | 9.6                                                   | 5.8                                                   | 524.4                                                 |
| Días de precipitaciones (≥ 0.1 mm)                    | 5.8                                                   | 5.7                                                   | 5.7                                                   | 6.7                                                   | 10.3                                                  | 13.5                                                  | 14.2                                                  | 12.3                                                  | 9.9                                                   | 7.1                                                   | 6.0                                                   | 7.2                                                   | 104.4                                                 |
| Horas de sol                                          | 155.9                                                 | 179.9                                                 | 230.9                                                 | 231.4                                                 | 264.1                                                 | 260.2                                                 | 254.2                                                 | 247.2                                                 | 230.5                                                 | 206.8                                                 | 170.2                                                 | 139.9                                                 | 2571.2                                                |
| Humedad relativa (%)                                  | 73                                                    | 69                                                    | 56                                                    | 49                                                    | 51                                                    | 65                                                    | 77                                                    | 78                                                    | 70                                                    | 63                                                    | 65                                                    | 71                                                    | 65.6                                                  |
| Fuente n.º 1: Administración Meteorológica China      |                                                       |                                                       |                                                       |                                                       |                                                       |                                                       |                                                       |                                                       |                                                       |                                                       |                                                       |                                                       |                                                       |
| Fuente n.º 2: Weather China                           |                                                       |                                                       |                                                       |                                                       |                                                       |                                                       |                                                       |                                                       |                                                       |                                                       |                                                       |                                                       |                                                       |

## Economía
Harbin está situada en el noreste de China, junto con varias ciudades importantes, como Changchún, Dalián y Shenyang. Mientras Dalián se considera centro de transporte marítimo regional y Shenyang centro financiero, Harbin trabaja para convertirse en llave del comercio regional. La ciudad está situada en una de las regiones de más rápido crecimiento y tiene una serie de ventajas, tales como la abundancia de recursos naturales, el buen sistema de transporte e importantes recursos humanos.
En 2010, el PIB de Harbin alcanzó los 367 mil millones de yuanes, un aumento del 14% respecto al año anterior. Harbin es la mayor economía de la provincia. La producción del sector terciario siguió siendo el mayor componente del PIB, alcanzando los 188 mil millones de yuanes, un aumento del 13,5% respecto al año anterior. El valor total de las importaciones y las exportaciones a finales de 2010 fue de 4,4 mil millones de dólares.
El suelo en Harbin, llamado "tierra negra" es uno de los más ricos en nutrientes en toda China, por lo que es valioso para el cultivo de alimentos y cultivos relacionados con los textiles. Como resultado, Harbin es la base de China para la producción de granos básicos y un lugar ideal para la creación de empresas agrícolas. la ciudad también tiene varias industrias como ligera, textil, medicamentos, alimentos, automóviles, metalurgia, electrónica, materiales de construcción y productos químicos. Harbin es conocida como la capital de la energía de la fabricación; Hidráulica y equipos de energía térmica.
La ciudad atrae inversores extranjeros y nacionales debido al alto crecimiento anual que se ha registrado en los últimos 17 años. Japón, Rusia y el este de Europa son las naciones que buscan entrar en esta economía.

### Zonas de desarrollo
La ciudad tiene partes especiales llamadas Zona de desarrollo económico y tecnológico, donde se fomenta la Inversión extranjera directa.
- Zona de desarrollo Harbin.
- Zona de desarrollo económico y tecnológico Harbin.
- Zona de alto desarrollo económico y tecnológico Harbin.
- Zona de alto desarrollo industrial Harbin.

## Educación

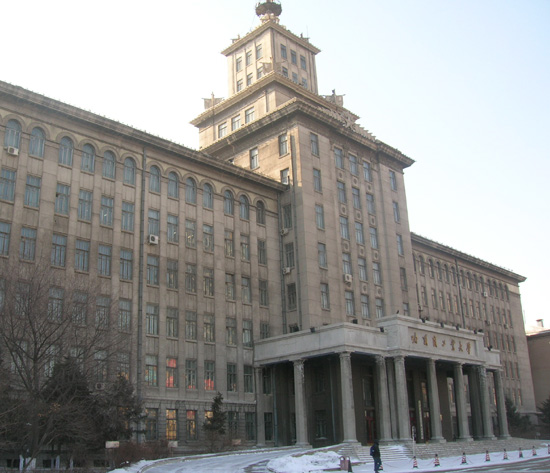
Instituto tecnológico de Harbin

En la ciudad se ubica la sede principal de Instituto tecnológico de Harbin (哈尔滨工业大学), una de las universidades más conocidas de China. Fundada en 1920, la universidad se ha convertido en una importante universidad de investigación centrada en la ingeniería, con el apoyo a las facultades de ciencias, administración, humanidades y ciencias sociales. Profesores y estudiantes del Instituto contribuyeron e inventaron la primera Computadora analógica de China, el primer computador de ajedrez inteligente, y el primer robot de soldadura por arco. En 2010, la financiación de la investigación por parte del gobierno, la industria y los sectores empresariales superó los mil millones de yuanes, la segunda más alta de cualquier universidad en China.
Entre otras universidades, también se encuentran la Universidad Selvática del Noreste (东北林业大学). Universidad de Heilongjiang (黑龙江大学), Universidad Normal de Harbin (哈尔滨师范大学), Universidad de Ingeniería de Harbin (哈尔滨工程大学), Universidad de Medicina de Harbin (哈尔滨医科大学), Universidad de Harbin en Ciencias y Tecnología (哈尔滨理工大学).

## Transporte
La ciudad se conecta con sus vecinas por medio de todos los medios de transporte:
Aéreo: a 35 kilómetros del centro de la ciudad se encuentra el Aeropuerto Internacional de Harbin (哈尔滨太平国际机场) Es el aeropuerto que sirve a la ciudad-subprovincia de Harbin, en la provincia de Heilongjiang, República Popular China.
Fluvial: Hay más de 1 900 ríos en Heilongjiang, incluyendo el Songhua, Heilongjiang y el Wusuli, creando un sistema conveniente de transporte fluvial. El puerto de Harbin es uno de los ocho puertos de navegación interior de China y el más grande de su tipo en el noreste del país.
Ferrocarril: Harbin es el segundo mayor centro ferroviario en el noreste de China, sólo después de Shenyang. La Oficina ferroviaria de Harbin fue la primera del país. Existen 5 líneas férreas hasta Pekín. Además, Harbin tiene una línea de tren de alta velocidad que la une con Dalian. En 2009, comenzó la construcción de la nueva estación de tren de Harbin oeste con 18 andenes, ubicada en las afueras del suroeste de la ciudad. En diciembre de 2012, se inauguró el primer tren de alta velocidad en China que atraviesa regiones con temperaturas extremadamente bajas en invierno, desde Harbin a Dalian donde caen hasta los -40 °C.
El servicio de tren directo de pasajeros está disponible en la estación de Harbin a las grandes ciudades como Pekín, Shanghái, Tianjín, Cantón, Jinan, Nankín y otras ciudades importantes. De acuerdo a estadísticas entregadas en 2011 el volumen de flujo de pasajeros llegó a 27.9 millones, ocupa el quinto lugar en China después de Pekín, Zhengzhou, Cantón y Chengdú.
Carreteras: Harbin cuenta con un avanzado sistema de carreteras. Alimentos y otros productos se envían por estas vías.
Hay siete importantes carreteras que atraviesan o terminan en Harbin, incluyendo la de Pekín-Harbin, Heihe-Dalian, Harbin-Tongjiang, Changchun-Harbin, y las carreteras Manzhouli-Suifenhe.
Aparte de los 15 km de largo del puente Yangmingtán recién inaugurado sobre el río Songhua que se derrumbó el 24 de agosto de 2012, matando a tres personas.
La Carretera Nacional China 221 conecta la ciudad con el resto de la nación.
Metro: El Metro de Harbin -en construcción- comenzó el 5 de diciembre de 2008. La inversión total para la primera fase es de 5,89 millones de yuanes. Son veinte estaciones con un total 23 km, pero se prevé construir 340 km a muy largo plazo.

## Medios de comunicación
La estación de radiodifusión de Long Guang (龙广), antes llamado Harbin Ren Min Guangbo Dian Tai (黑龙江人民广播电台). Es el grupo de radio más grande de la ciudad, actualmente cuenta con 7 emisoras variadas.
| Frecuencia       | Descripción |
| ---------------- | --- |
| 94.6 FM y 621 AM | Long Guang Xinwen Wang - Noticias (enlace: https://web.archive.org/web/20080126093603/http://am621.hljradio.com/)                     |
| 99.8 FM          | Long Guang Jiaotong Guangbo - Tráfico (enlace: http://www.fm998.com.cn Archivado el 7 de febrero de 2016 en Wayback Machine.)         |
| 104.5 FM         | Long Guang Shenghuo Guangbo - Estilo (enlace: http://www.1045.net Archivado el 18 de agosto de 2015 en Wayback Machine.)              |
| 102.1 FM         | Long Guang Du Shi Nu Xing - De mujer (enlace: http://www.fm1021.net Archivado el 7 de febrero de 2016 en Wayback Machine.)            |
| 95.8 FM          | Long Guang Yinyue Guangbo - Música (enlace: http://www.fm958.com Archivado el 7 de febrero de 2016 en Wayback Machine.)               |
| 97.0 FM          | Long Guang Jiu Qi Ping Dao - Canal 97 (enlace: http://www.fm97.cn Archivado el 12 de enero de 2016 en Wayback Machine.)               |
| 873 AM           | Long Guang Chao Yu Guangbo - En coreano /흑룡강조선어방송국 (enlace: https://web.archive.org/web/20150810213621/http://www.873k.com/) |

Este grupo, en asociación con otras empresas de la ciudad, tiene una red de canales llamada Heilongjiang Televisión (黑龙江电视台).
| Canal                | Descripción    |
| -------------------- | -------------- |
| Weishi 承担卫星频道  | Noticias       |
| Yingshi 影视频道     | Telenovela     |
| Wenyi 文艺频道       | Películas      |
| Nu Xing 女性频道     | Mujer          |
| Fa Zhi 法制频道      | Legal y Social |
| Gong Gong 公共频道和 | Público        |
| Shao Er 少儿频道     | Infantil       |

En 1929 la Deutsch-Mandschurische Nachrichten, un periódico en alemán, abrió sus puertas en Harbin. El editor del periódico era un ingeniero, no un periodista profesional. Walravens Hartmut, autor de "La influencia alemana en la prensa en China", dijo que: "Si bien hubo una clientela potencial en Harbin debido a que muchas personas procedentes de Rusia y los países bálticos entienden y leen alemán, el periódico ofreció poco interés a un más amplio círculo de lectores". En 1930, el periódico se trasladó a Tianjín y cambió su nombre por el de Deutsch-Chinesische Nachrichten.

## Ciudades hermanas
Harbin está hermanada con:

### Nivel nacional
- Cantón, Guangdong
- Chengdú, Sichuan
- Dalian, Liaoning
- Hangzhou, Zhejiang
- Wenzhou, Zhejiang
- Xiamen, Fujian
- Xining, Qinghai
- Nankín, Jiangsu

### Nivel internacional
- Edmonton, Canadá, desde 1985
- Ekurhuleni, Sudáfrica
- Varsovia, Polonia, desde 1993[32]
- Daugavpils, Letonia
- Bucheon, Corea del Sur, desde 1995
- Jabárovsk, Rusia
- Ploieşti, Rumanía
- Salvador de Bahía, Brasil
- Yakutsk, Rusia, desde 2008[33]
- Sunderland, Reino Unido desde 2009[34]
- Condado de Fairfax, EE. UU. desde 2010[35]